# Булгун
Булгун (калм. Булһун) — малая река в Целинном районе Калмыкии. Берёт начало и течёт с запада на восток в балке Булгун-Сала, прорезающей восточную покатость Ергенинской возвышенности. Правый приток реки Яшкуль. Длина реки — 50 км.

## Название
Название реки имеет калмыцкое происхождение и переводится как соболья.
Существует несколько версий происхождения названия. Согласно одной из них, река названа по имени сестры зайсанга Эренджена Кормыкова — Булгун, потерявшей шапку, проезжая эту балку. В результате за балкой закрепилось прозвище «Булгун-махла» (шапка Булгун). Но потом слово «махла» отпало, и балку стали называть Булгун-сала.
Согласно другой версии первоначально балка называлась Булгин-Сала (от калм. булг — родник), то есть «Родниковая балка», а затем было искажено.

## Физико-географическая характеристика
Высота истока — 96 м над уровнем моря. Высота устья — 33 м над уровнем моря. Площадь водосборного бассейна — 180 км².

### Бассейн
Площадь водосборного бассейна — 166 км². Основными притоками являются балки Сухая и Каменная, впадающие в реку в границах села Троицкое. Ниже села река значимых притоков не имеет.

### Климат и гидрология
Как и у других рек бессточной области Западно-Каспийского бассейна, основная роль в формировании стока реки Булгун принадлежит осадкам, выпадающим в холодную часть года. Вследствие значительного испарения в весенне-летний период роль дождевого питания невелика.
Количество атмосферных осадков, выпадающих в бассейне реки Булгун, невелико и уменьшается в направлении с запада на восток. Среднемноголетний расход воды реки Булгун составляет всего 0,03 м³/с. Максимальный сток приходится на краткий период весеннего половодья. Многолетний объём годового стока — 0,94 млн м³.

## Хозяйственное использование
В реку попадают неочищенные сточные села Троицкое, не имеющего канализационно-очистных сооружений.
По степени минерализации вода реки оценивается как слабо солоноватая. Забор воды из реки не осуществляется. По степени загрязнения оценивается как грязная, не пригодная для хозяйственно-питьевого, бытового и рекреационного использования. Использования в промышленных целях возможно лишь после очистки.